# Imperialisme
Imperialisme is het proces waarbij landen hun macht in andere delen van de wereld uit willen breiden door gebieden te veroveren en te beheersen. Het overnemen gebeurt niet, zoals bij kolonialisme, alleen om economische redenen, maar ook om de eigen cultuur en politiek over te brengen of deze zelfs op te leggen aan de overheerste bevolking.

## Inleiding

### Imperialisme
Vanaf de 15e eeuw begon een Europese expansie. Voor die tijd was er nog sprake van een aantal ongeveer gelijkwaardige grote wereldbeschavingen. Daarna nam Europa als gevolg van het technische, militaire en economische overwicht steeds duidelijker de leiding. Gedreven door wisselende combinaties van economische, wetenschappelijke en religieuze motieven begon de Europese macht overal op aarde voelbaar te worden. Vanaf ongeveer 1500 werd wat nu Latijns-Amerika heet door de Portugezen en de Spanjaarden onderworpen, vanaf circa 1600 deden ook de Engelsen, Nederlanders en Fransen zich gelden op het Westelijk halfrond. Na 1825 was er van al die koloniën echter weinig meer over. Het waren meestal niet de oorspronkelijke bewoners die hun onafhankelijkheid herwonnen, maar de Europese kolonisten die zich afzetten tegen hun respectieve moederlanden. Tot 1870 was de Europese invloed in het Nabije Oosten, Oost-Azië en de binnenlanden van Afrika nog vrij gering. Europeanen beperkten zich tot het stichten van handelskoloniën in kustgebieden. Ze grepen niet in in de bestaande productiewijzen, ze dreven handel in producten die de bestaande inheemse economie voortbracht. Ook de politieke structuren lieten ze veelal intact. In de eerste helft van de 19e eeuw breidden de Europese koloniën zich nog relatief langzaam uit, maar werden wel de nog laatste onbekende binnenlanden door westerse avonturiers, wetenschappers en missionarissen verkend en in kaart gebracht.

### Modern imperialisme
Tussen 1870 en 1914 veranderde die relatieve terughoudendheid radicaal en het tempo van de Europese uitbreiding versnelde dramatisch. Vrijwel geheel Afrika, Oceanië en grote delen van Azië werden onder Europees bestuur gebracht. Op de Koloniale Conferentie van Berlijn kwamen de Verenigde Staten en vijftien Europese landen een verdeling van vrijwel heel het Afrikaanse continent overeen. De Europeanen begonnen hun koloniën systematisch te exploiteren.  Ze begonnen het vervaardigen van producten op een moderne economische manier aan te pakken. Zo investeerden ze in de mijnbouw en plantageculturen als tabak, rubber, suiker, thee en koffie en verbeterden ze de infrastructuur om de producten gemakkelijker te verhandelen door de aanleg van spoorwegen en havens. Er werden banken en verzekeringsmaatschappijen opgezet en de horeca ontwikkelde zich om Europeanen volgens hun eigen eetgewoontes te bedienen.
Met het steeds groter groeiende Europese koloniale gebied werden Europese ideeën ook steeds verder verspreid, als eerste het christendom en Europese rechtssystemen en later ook het humanisme, communisme en vooral nationalisme.
Met de Spaans-Amerikaanse Oorlog begon voor de Verenigde Staten het tijdperk van het imperialisme in 1898.
Japan moderniseerde snel na 1863 en nieuwe ambities van het land leidden tot de Eerste Chinees-Japanse Oorlog (1895) en de Russisch-Japanse Oorlog (1905), waarmee Korea, Taiwan en andere territoria veroverd werden en Japan een imperialistische politiek voerde.

### Theorieën over het imperialisme
Deens historicus en imperialismeonderzoeker Peter Fibiger Bang stelt in zijn essay 'Empire - A World History' dat theorieën van het imperialisme zich min of meer in twee categorieën bevinden:
- Sommige imperialismetheoretici stellen dat het fenomeen voortkomt uit kapitalisme. Meer bepaald zou het volgens deze intellectuelen het economisch-monopolistische gedrag van metropolitane bedrijven aanzetten tot buitenlandse expansiedrift om grondstoffen, afzetmarkten en goedkope arbeidskrachten te verwerven. Deze stroming onderzoekers stelt overwegend dat imperia een modern fenomeen zijn. Een cruciaal vormgever van deze familie theorieën was de Russische marxistische revolutionair Vladimir Lenin, die het imperialisme voorstelde als 'het hoogste stadium van het kapitalisme'.[1]
- Andere imperialismetheorici beweren dat imperialisme een project is van aristocratische of gemilitariseerde elites uit eerzucht. De intellectueel aan de basis van deze onderzoeksopzetten was de Oostenrijks-Amerikaanse econoom Joseph Schumpeter, die stelde dat imperia "een archaïsch reliek zijn, het resultaat van een atavistische drang van krijgersklassen van vroeger tijden".[1] Deze stroming onderzoekers ziet imperialisme vooral als een antiek fenomeen dat door economische mondialisering binnen een internationaal kader van onafhankelijke natiestaten voorbijgestreefd zou worden.

Bang beweert dat de Britse liberale journalist en imperialismecriticus John Atkinson Hobson vier belangrijke kenmerken onderscheidde in zijn boek Imperialism. A Study (1902):
1. Een economische strategie ter monopolisering van markten;
2. Een project ten voordele van de belangen van aristocratische klassen;
3. Een ideologisch systeem en vorm van identiteitsvorming;
4. Een strategie in interstatelijke concurrentie.

Deze vier aandachtspunten - economisch, militair-bestuurlijk of aristocratisch, ideologisch en internationaalpolitieke - zouden de basis vormen voor verschillende onderzoeksstromingen binnen de studie van het imperialisme en imperia.

#### 1. Imperialisme als economisch project[2]
Deze benadering vindt haar oorsprong bij linkse en marxistische intellectuelen van de jaren 1910 en 1920. Zij beschouwden kapitalisme en imperialisme als nauw verbonden, waarbij imperialisme geldt als een strategie om markten te veroveren en monopoliseren. Belangrijke figuren in de vroege jaren waren bolsjevistisch revolutionair Vladimir Lenin, Duits marxistisch filosofe Rosa Luxemburg en politicus van de Sozialdemokratisch Partei Deutschlands en austromarxistisch econoom en later Duits minister van Financiën onder de vroege Weimarrepubliek Rudolf Hilferding. Deze laatste stelde dat "[h]et financieel kapitaal geen vrijheid, maar heerschappij wil. (…) [Maar daarvoor heeft het] een sterke staat nodig, die zijn financiële belangen in het buitenland laat gelden, zijn politieke macht inzet om kleinere staten gunstige leverings- en handelscontracten op te dringen." Enigszins binnen deze traditie viel ook Hobson, maar die benadrukte vooral dat het imperialistische project ten koste ging van de nationale ontwikkeling van het Europese moederland en Europese kolonies vaak niet winstgevend waren.
In de periode van de dekolonisatie zouden deze linkse en marxistische theorieën aangevuld worden met het concept 'neokolonialisme', geïntroduceerd door antikoloniaal activist en eerste Ghanese president Kwame Nkrumah in de jaren 1960. Amerikaans socioloog Immanuel Wallerstein ontwikkelde geïnspireerd door neomarxisme in deze periode de wereld-systeemtheorie. Volgens deze theorie had het kapitalisme vanaf het begin van het Europese kolonialisme de wereld hiërarchisch verdeeld in een kern, semi-periferie en periferie, waarbij rijke, machtige kernstaten de periferie exploiteren en zo structurele mondiale ongelijkheid bleef onderhouden. Latere wereld-systeemtheoretici zouden verder werken aan deze leer.
In de tweede helft van de twintigste-eeuw zouden echter ook niet-linkse intellectuelen het imperialisme vanuit economisch perspectief benaderen. Frans socioloog en filosoof Raymond Aron stelde bijvoorbeeld in de jaren 1950, in navolging van Hobson, dat het behoud van de Frans-Algerijnse territoria omwille van de oorlogskosten een verlies betekende voor de Franse economie en géén winst. Daarnaast stelde hij dat, hoewel er in de naoorlogse periode internationale markten vrijer waren, vooral de V.S. als 'imperiale republiek' voordeel haalde uit deze orde omdat de internationale economische instellingen door haar waren ingevoerd en de Amerikaanse dollar als internationale reservevaluta fungeerde, wat haar op budgettair vlak veel voordelen gaf. Dit idee van de V.S. als 'informeel' imperium dat garant staat voor internationale vrijhandel, vond haar weerslag in de studie van staten en imperia als instellingen die garant staan voor beschermingskosten in handel en andere economische activiteiten. Met name Amerikaans mediëvist en specialist van Venetië Frederic C. Lane benadrukt dat veiligheid een cruciaal aspect is voor economische activiteiten. Maar aangezien staten of imperia een monopolie hebben op de verlening van bescherming, kunnen ze een 'prijs' vragen die meer is dan nodig om zulke veiligheidsdiensten te bekostigen. Die overschotsbetaling zou Lane tribuut noemen. Ook binnen de (neo)klassieke economie zou dit aspect van statelijkheid en imperialisme een plaats krijgen. "Onder de vlag van de Nieuwe Institutionele Economie hebben [Douglass C.] North, [John. J.] Wallis en [Barry R.] Weingast de kwestie van geweld, beschermingskosten en sociale orde door de geschiedenis heen onderzocht. Staten worden geanalyseerd als orde-producerende roofdieren en worden bestuurd door elitesamenwerkingen die gedurende een groot deel van de geschiedenis hun politieke macht hebben kunnen gebruiken om economische voordelen—in de vorm van rentes—te verkrijgen van de algemene bevolking."

#### 2. Imperialisme als aristocratische eerzucht[6]
Deze perspectieven op imperialisme gaan terug op Max Webers politieke analyses. Hij stelde dat de moderne gecentraliseerde bureaucratische (natie)staat werd voorafgegaan door 'patrimoniale' besturen. Weber beweerde dat heersers van oorsprong grootgrondbezitters waren die hun domeinen met behulp van hun huishouden en dienaren bestuurden. Maar zodra zij meer territoria veroverden moesten zij externe bondgenoten of vazallen aanwerven om hun staten of rijken te besturen. Heersers kozen daarvoor lokale elites, die posten kregen in het bestuur van de veroverende heersers. Zulke politieke entiteiten waren 'patrimoniaal-bureaucratische' staten of imperia. De steeds terugkerende uitdaging voor zulke gedecentraliseerde rijken was dat deze dienstedellieden hun bestuursposten konden 'privatiseren' en deel maken van hun eigen patrimonium, waardoor zij onafhankelijker werden van de centrale heersers. De lokale inbedding en patrimonialisering van het bestuur door aristocratische elites verhinderde politieke modernisering volgens Weber.
Een anticommunistisch Duits-Amerikaans sinoloog Karl Wittfogel gebruikte deze weberiaans-sociologische analyse om zijn boek Oriental Despotism (1957) te schrijven. Hij beweerde dat het onderscheid tussen het liberaal-democratische Westen en het staatscommunistische Oosten terugging op een 'oriëntaalse despotische traditie'. Niet-westerse en met name Aziatische staten hadden een absolutistisch en proto-totalitair bestuur gevestigd omdat landbouwmaatschappijen nood hadden aan een sterk gecentraliseerd bestuur ter verdeling van water voor irrigatie. Deze 'hydraulische these' achtten vele andere onderzoekers echter als beperkt, want de overlapping tussen de communistische wereld tijdens de Koude Oorlog en de 'oriëntaalse' despotenstaten was slechts beperkt. Sinoloog Owen Lattimore draaide de causaliteit om en poneerde daarentegen dat ecologische ruimtes waar zich landbouwsamenlevingen ontwikkelden de basis vormden voor de groei van imperia. Hij stelde vast dat Chinese staten bestonden uit landaristocraten-ambtenaren die belastingen hieven op een sedentaire boerenklasse en hun gezag nauwelijks konden vestigen over nomadische vo lkeren ten noorden van de Noord-Chinese vlakte. Brits-Tsjechisch filosoof en socioloog Ernest Gellner beweert dat zulke landbouwruimtes de groei van 'agro-literaire samenlevingen' toestond. Agro-literaire imperia waren 'lateraal' georganiseerd: imperiale elites uit verschillende regio's werkten samen om de grotere landbouwbevolking te controleren. In industriële economieën zouden zulke uitgebreide rijken, zoals het Ottomaans of Oostenrijks-Hongaarse rijk, echter uiteen vallen in regionaal gebonden natiestaten, zoals na de Eerste Wereldoorlog gebeurde met de genoemde imperia, waarin elites sterker gebonden zouden zijn aan hun nationale maatschappijen. Brits socioloog Krishan Kumar werpt tegen dat ook in de moderne tijd de Europese koloniale rijken met behulp van regionaal diverse elites, uit het moederland en van de gekoloniseerde maatschappij, werden bestuurd.
Israëlisch socioloog Shmuel Eisenstadts The Political System of Empires (1963) onderzocht de manier waarop centrale rijksbesturen 'vrije drijvende middelen' (free floating resources) maakten, middelen die aan de controle van een lokale gemeenschap waren onttrokken en elders konden worden ingezet, zoals rijksbelastingen. Volgens hem bestond politieke modernisering erin succesvol zulke middelen te mobiliseren. Oostenrijks-Amerikaans politicoloog John Kautsky stelde echter dat imperia niet abstract konden beschreven worden in termen van bureaucratische specialisatie maar in concrete termen, als entiteiten bestaande uit gemilitariseerde aristocraten die landbouwgemeenschappen veroverden en hun productieoverschotten innamen. Modernisering kon volgens hem niet verklaard worden gevonden in het bestuur of de landbouweconomie, beiden gedomineerd door aristocraten, maar in de handel. Andere onderzoekers zoals de historica Patricia Crone of socioloog Ernest Gellner verdedigen echter dat ook handelaren geïntegreerd waren in aristocratische economieën en dus deel uitmaakten van de diverse imperiale ancien régimes.
De Amerikaans en Britse sociologen John A. Hall en Michael Mann benadrukken dat, hoewel pre-industriële patrimoniaal-bureaucratische imperia niet in staat waren tot massamobilisatie zoals in de twintigste eeuw door gecentraliseerde natiestaten konden worden bewerkstelligd, zij er wel in slaagden extensief te mobiliseren. Zij konden aristocratische elites uit diverse regio's mobiliseren en in hun bestuur integreren. Vijandige elites konden met militaire dreiging worden afgeschrikt en coöperatieve elites konden voordeel halen bij de opportuniteiten die imperia boden tot status en rijkdom. Omgekeerd benutten centrale heersers lokale elites om het bestuur van het rijk in te richten. Marxistische economen zoals Shahid Amin en Eric Wolf stelden in dezelfde trant het concept 'tribuut' - de taxatie van landbouwoverschotten door aristocraten - centraal in hun analyse van zulke pre-kapitalistische aristocratisch-imperiale economieën. Zo verlieten ze het orthodox marxisme dat premoderne of niet-westerse economieën beschrijft als feodaal of met het begrip 'Aziatische productiewijze'. In de jaren 1980 vond er dan weer een debat plaats tussen de Britse economische historici Chris Wickham en John Haldon. De eerste poneerde dat er een onderscheid was tussen lokaal georganiseerde feodale fiscaliteit zoals die bestond in middeleeuws Europa en imperiale tribuutbetalingen zoals die in premodern Azië voorkwamen, terwijl de tweede verdedigde dat beiden tot dezelfde categorie behoren als adellijke belasting op landbouwoverschotten. Bang stelt dat het best is om dit soort agrarische tribuuteconomieën te beschouwen als een spectrum van sterk lokale en decentrale belastingheffing tot gecentraliseerde imperiale taxatie.
Bang stelt dat de Euraziatische pre-industriële aristocratische imperia véél gemeenschappelijkheden hadden over culturele grenzen geen. Hij beweert ook dat het steeds wederkerende patroon van imperiale opkomst en verval, met steeds regionale en lokale patrimonialisering van het bestuur, de schijn van een cyclische geschiedenis geeft, terwijl er op lange termijn een consolidatie en toenemende complexiteit van rijk plaatsvond. Latere imperia namen bewust elementen van voorgaande rijken op. Zo zou de Chinese imperiale traditie vanaf het Han-rijk steeds het confucianisme centraal stellen, zelfs wanneer China bestuurd werd door vreemde veroveringsdynastieën zoals het Qing-rijk (1644-1911) van de Mantsjoes.
3. Imperialisme als ideologie en identiteitskwestie
Cultuurtheorieën over imperialisme, dat proclameert een 'beschavingsmissie' of mission civilisatrice te zijn, begonnen bij de antikoloniale activisten Mahatma Gandhi uit (Brits-)India en Frantz Fanon uit Frans Martinique. Beiden stelden dat het kolonialisme niet enkel een politieke en economische orde was, maar ook een totaal cultureel-ideologisch systeem. Italiaans cultuurmarxistisch activist Antonio Gramsci noemde zulke dominantie 'culturele hegemonie'. Maar terwijl Gandhi pleitte voor een geweldloze cultuurstrijd, meende Fanon dat "deze krimpende [koloniale] wereld (...) slechts kan worden uitgedaagd door absoluut geweld."
Deze denkstromingen zouden in de late twintigste eeuw hun academische weerslag vinden in postkoloniale studies, met name door de integratie van het gedachtegoed van postmodern filosoof Michel Foucault. Palestijns-Amerikaans literatuurwetenschapper Edward Saïd beweert in zijn werk Orientalisme (1978) dat de westerse studie van het Midden-Oosten niet zozeer een oprecht wetenschappelijk onderzoek inhield, maar racistische karikaturen en stereotypen produceerde die het 'irrationele' en 'onveranderlijke' Oosten zette tegenover een 'rationeel' en 'dynamisch' Westen, wat Europese kolonisatie rechtvaardigde. "[I]n het kort, oriëntalisme [de academische studie van oosterse culturen] [is] een westerse stijl om het Oosten te domineren, te herstructureren en er gezag over te hebben." Het werk oogstte véél kritiek omwille van zijn eenzijdige veroordeling van gevestigde academische disciplines. Niettemin had het werk een wijdverspreide invloed op diverse disciplines zoals literatuurstudie, antropologie, culturele studies en geschiedenis. Het werk is een van de meest geciteerde werken in de geesteswetenschappen. Onderzoek in deze velden schenkt vooral aandacht aan hoe de gekoloniseerde 'Andere' cultureel en discursief geconstrueerd werd in westerse moederlanden. Gekoloniseerden werden voorgesteld als 'nobele wilden', 'kinderachtig' of 'primitief', wat westerse overheersing rechtvaardigde. Ook bestuderen postkoloniale theoretici hoe kennisverwerving over deze maatschappijen de koloniale hegemonie bevorderde, bijvoorbeeld door bevolkingsregisters. Ook de constructie van etnische en raciale categorieën en de hiërarchische indeling van volkeren daarbinnen speelt een belangrijke rol. "Obsessie met blank privilege was een basiskenmerk van koloniaal denken", stelt postkoloniaal antropologe Ann L. Stoler.
Andere onderzoekers stellen echter dat Europese koloniale modellen niet simpelweg konden opgelegd worden, maar dat lokale omstandigheden in de kolonies of niet-Europese wereld ook belangrijk waren in het resultaat van de koloniale ontmoeting. Frans specialist van Latijns-Amerika Serge Gruzinski beweert dat tijdens de Iberische kolonisatie in de zestiende eeuw, de epistemologische wereldbeelden van niet-Europese samenlevingen mee bepalend waren. Zo leek het Azteekse rijk de Spaanse conquistador Hernán Cortés en zijn leger aanvankelijk te ontvangen als 'blanke godheden' die pasten binnen hun mythologie, wat de snelle Spaanse verovering van Midden-Amerika mogelijk maakte. Chinese keizers daarentegen stuurden erop aan de Europees-Chinese betrekkingen geheel zelf te reguleren, passend bij het sinocentrische wereldbeeld en suprematie binnen Chinese tradities. In het moderne Europese imperialisme werd de blanke minderheidsoverheersing niet gekarakteriseerd door zelfverzekerd bestuur maar diepe onzekerheid en paniek over de plannen en acties van gekoloniseerde onderdanen. In subalterne studies, geïnitieerd door Indiase geesteswetenschappers, kwam de focus te liggen op hoe gekoloniseerde samenlevingen Europees imperialisme omzeilden of hiermee interageerden. Ook coöperatie van inheemse elites was immers cruciaal voor het onderhoud van westers kolonialisme. Deze school theoretici stellen dus dat imperia een ruimte voor creolisering en métissage waren. Indiaas historicus Dipesh Chakrabarty stelt dus dat de koloniale conditie niet volledig gekarakteriseerd werd door westerse hegemonie. Hij verdedigt daarom géén regelrechte verwerping van westerse maatschappijmodellen en concepten, maar tracht ze aan te passen en uit te breiden opdat ze ook niet-westerse historische ervaringen omvatten.
Binnen postkoloniale theorieën staat identiteitsvorming centraal. Zij verdedigen dat identiteiten "samengesteld, kneedbaar en meervoudig" zijn, zelfs binnen één persoon, en van kosmopolitischer tot meer lokaal gebonden variëren, waarmee zij aansluiting vinden bij onderzoekers van pre-moderne rijken, die het multi-etnische karakter van zulke imperia benadrukken. Pre-moderne rijken stonden onderworpen elites en gemeenschappen toe hun culturele tradities te behouden, maar bleven wel ondergeschikt in de imperiale hiërarchie. Zo geeft Bang het voorbeeld van het Ottomaanse rijk dat, hoewel het een grote mate van juridisch en cultureel-religieus zelfbestuur toestand aan millets, de islam als staatsgodsdienst gold met een dominante maatschappelijke positie. Niettemin konden lokale elites zich in variërende mate integreren in de imperiale cultuur en rituelen om deel te nemen aan het rijksbestuur en dominantie te garanderen binnen hun lokale gemeenschap. Amerikaanse historici Frederick Cooper en Jane Burbank spreken in dat verband over een 'politiek van verschil' (politics of difference). Ook is er veel onderzoek naar de manier waarop onderworpen culturen hun overheersers beïnvloeden, zoals het hellenisme dat deed tegenover Romeinse overheersers. Met betrekking tot moderne Europese koloniale rijken verhinderde nationalisme, dat de focus legt op de brede bevolking, de integratie van provinciaal-koloniale elites. Enerzijds riepen Europese nationalisten op om het moederland te beschermen tegen imperiaal kosmopolitisme, zoals de Britse Lord Bryce deed tegenover bijvoorbeeld Brits-Indische elites. Anderzijds werd de deelname aan de imperiale cultuur verdacht voor Brits-Indische elites, aangezien dat als 'inauthentiek' werd beschouwd vanuit (Indiaas) nationalistisch standpunt. Indiaas subaltern onderzoeker Homi Bhabha beweert daarom dat imitatie van het moederland een cultuur van teleurstelling broedde en het Europees imperialisme slechts een 'gedeeltelijke aanwezigheid' toestond aan inheemse elites. Daarom ijverden gekoloniseerde elites uiteindelijk voor onafhankelijke natiestaten om de status van het (voormalige) moederland te evenaren.
4. Imperialisme als internationaalpolitieke strategie
Europese oorlogen kregen vanaf de achttiende eeuw steeds mondialere dimensies, en met name in de lange negentiende eeuw (c. 1789-1914) behaalden Europese staten een mondiale oppermacht terwijl ze elkaar militair en politiek bleven bestrijden. Ook de zoektocht naar nationaal prestige en interne mobilisatie speelden in de negentiende en twintigste eeuw een belangrijke rol in Europese expansie. Zo had negentiende-eeuws Brits politicus Benjamin Disraeli met zijn Conservatieve Partij de verkiezingen van 1874 weten te winnen met een oproep om Britse nationale suprematie in de wereld uit te dragen door imperialisme. Inlichtingendiensten van ministeries van buitenlandse zaken en defensie wonnen informatie over andere delen van de wereld, zoals hun aardrijkskunde, grondstoffen en staten, terwijl in academies internationale betrekkingen steeds meer als discipline werden ontwikkeld. Zo riep vroeg-twintigste-eeuws geopolitiek theoreticus Harold Mackinder op tot een 'gebalanceerde wereldorde' om een eengemaakt Euraziatisch tiranniek imperium te voorkomen dat wereldheerschappij kon ambiëren. Latere geopolitieke theoretici zoals de Duits-Amerikaanse Hans Morgenthau en de Franse Raymond Aron zouden steeds blijven waarschuwen voor een wereldrijk. Ook Duits filosoof en nazistisch jurist Carl Schmitt pleitte meer voor een polycentrische wereldorde en zag de naoorlogse wereldorde als té Kantiaans geïnspireerd moralistisch. 'Oprechte concurrenten' zouden volgens hem door de geallieerde overwinnaars, met name de V.S., té zelfingenomen gekenmerkt worden als 'criminelen'. Ondanks de tegengestelde ideologieën van Mackinder en Schmitt, waren ze beiden tegenstander van een mondiale hegemonie.
Binnen de studie van internationale betrekkingen is het realisme, dat stelt dat relaties tussen staten gedicteerd (behoren te) worden door amorele raisons d'état, dominant. Zo veroordeelde Morgenthau de ideologisch-missionaire aspecten van de buitenlandse betrekkingen van zowel de V.S. als de USSR gedurende de Koude Oorlog. Staten streven er voortdurend naar hun macht binnen het internationale systeem uit te breiden; imperialisme is slechts van toepassing zodra een staat het internationale systeem in het geheel bedreigt, stelt Morgenthau. Daarom beweerde hij dat het Winston Churchill, premier van Groot-Brittannië tijdens de Tweede Wereldoorlog, het Britse Rijk verdedigde "niet als imperialist, maar als conservatief in buitenlandse zaken, als verdediger van de status quo van het imperium." Geleerden van de internationale betrekkingen doen universele hegemonie af als 'onredelijk' en 'onrealistisch' en nemen aldus impliciet de territoriaal afgebakende natiestaat als uitgangspunt. Er bestaan verschillende alternatieven voor het concept 'imperialisme' om internationaalpolitieke dominantie binnen een multi-polaire orde te benoemen. Zo vond vroeg-twintigste-eeuws historicus Otto Hintze de term Weltpolitik uit om de koloniale ambities van Europese natiestaten te kenmerken. Schmitt stelde dat Grossräume, macro-regionale complexen waarin één staat domineerde, de voorkeur genoten boven een door de V.S. gedomineerde wereldorde. Ook het concept 'grootmacht', geïntroduceerd door historicus Paul Kennedy, geniet aanzien. Hij stelt dat voortdurende competitie tussen westerse staten voorkwam dat één hegemoon zich kon vestigen. Zodra een dominante macht ontstond, zou die door voortdurende militaire en economische uitdagingen komen te staan door concurrenten - imperial overstretch - waardoor de grootmacht in verval kwam. Duits politiek wetenschapper Herfried Münkler gaat verder in deze redenering en stelt dat antikoloniale strijders, omwille van hun inferieure militaire technologie en organisatie, overschakelden op guerilla-tactieken en terrorisme en zo de wil van de kolonisator braken. Daarenboven provoceerden antikoloniale guerilla's bewust imperiale overreacties die het metropolitane publiek moesten vervreemden en de gekoloniseerde bevolking verder mobiliseren tégen koloniaal bestuur.
De moderne tendens van mondiale internationaalpolitieke fragmentatie, stelt Brits geopolitiek analist Adam Watson echter, is niet tekenend voor de hele geschiedenis en alle regio's. Hij stelt dat de multipolaire orde van vroegmodern en modern Europa relatief uitzonderlijk. Hongkongse activiste en politicologe Victoria Tin-bor Hui beweerde, op basis van een comparatieve studie van het vroegmoderne Europese (c. 1500-1800) en de Chinese periode van de Strijdende Staten (c. 475-221 v.C.) interstatelijke systeem, hegemonie van één staat een waarschijnlijker uitkomst is. Indien een staat lang genoeg zijn macht uitbreidt, bereikt het een kritisch punt waarop een coalitie van andere staten de machtsbalans niet meer kan herstellen, beweert ze.
Terwijl in andere theorieën over het imperialisme de focus vaak op de motieven en dynamieken van het moederland ligt, verlegt deze familie theorieën vaak de aandacht naar de periferie. Zo verdedigden de Britse historici Ronald Robinson en John Gallagher in hun werk Africa and the Victorians (1961) dat Britse bedrijfslieden en bestuurders in Afrika het voortouw namen in de imperiale agenda, terwijl de metropolitane staat slechts konden reageren op een fait accompli. Amerikaans internationaalpolitiek theoreticus Michael Doyle betoogt daarentegen dat het onderhoud van een Britse imperiale vloot ook wijst op een imperiale agenda en controle vanuit het moederland. Hij houdt vol dat imperiale agenda's zowel vanuit het moederland als de periferie werden gedreven.

## Oorzaken
Er zijn verschillende theorieën ontwikkeld om het modern imperialisme te verklaren.
- Economische theorie. Volgens John A. Hobson vond het imperialisme zijn oorsprong in een overproductie in de Europese landen die niet afgezet kon worden.[35] Vladimir Lenin combineerde Hobsons werk met de marxistische analyse van Rudolf Hilferding, die een toenemende monopolievorming waarnam in het Europese kapitalisme. Het gevolg daarvan was het ineenstorten van de binnenlandse markt, overproductie en economische stagnatie. Dan was het niet goed meer mogelijk om kapitaal zo te investeren dat het winst opbracht. Het overtollige kapitaal zocht een uitweg (kapitaalvlucht), en vond die in overzees kapitaalexport: daar waren nog genoeg mogelijkheden om kapitaal winstgevend te investeren, hier lagen nog niet geëxploiteerde markten open. Om nu hun afzet- en investeringsgebieden tegen de concurrentie van buurlanden te beschermen, besloten de Europeanen tot annexatie (inlijven) van koloniën. Lenin verwachtte een ineenstorting van het kapitalisme zodra het ook op wereldschaal de grenzen van zijn kunnen had bereikt, en zag die zich voltrekken in de Eerste Wereldoorlog.[36][37]
- Politieke theorie. Na 1870 nam de spanning binnen Europa toe als gevolg van de veranderende machtsverhoudingen. De toegenomen internationale concurrentie leidde ertoe dat de Europese mogendheden ten aanzien van de koloniën het zekere voor het onzekere namen en dat zij waar mogelijk hun koloniale bezit uitbreidden. Uiteindelijk gingen de Europese staatslieden koloniaal bezit als een essentiële voorwaarde voor de grootmachtstatus zien. Kortom, koloniaal bezit betekende status, de Europese mogendheden wilden hun status niet verliezen.
- Industrialisatie-theorie: Sinds de Industriële revolutie was er een enorm toegenomen machtsongelijkheid tussen Europa en de rest van de wereld. Industrialisatie gaf de Europeanen betere wapens, snellere schepen en grotere economische macht. De transportrevolutie leidde ertoe dat de bereikbaarheid van de overzeese wereld veel groter werd. Het aantal contacten tussen de Europeanen en de rest van de wereld nam sterk toe. Er kwamen meer handelaren, meer ontdekkingsreizigers en missionarissen naar de binnenlanden van de tot dan toe schaars bezochte gebieden.

### Rechtvaardiging en racisme
Al sinds de Oudheid werden er filosofieën opgetuigd die sociale stratificatie probeerden te rechtvaardigen. In de middeleeuwen werden veroveringsoorlogen als de Saksenoorlogen onder Karel de Grote en de latere Oostkolonisatie wel gerechtvaardigd als kerstening.
Met het afnemende aantal niet-christenen in West-Europa verdween de slavernij langzaam om vervangen te worden door lijfeigenschap dat praktisch gezien weinig van slavernij verschilde, maar door het arbeidstekort na de Zwarte Dood grotendeels verdween. Slavenhandel werd veelal immoreel gevonden, maar ook hier veranderde de morele positie met de praktijk. De behoefte aan slaven groeide met de Portugese ontdekkingsreizen waarbij de Atlantische eilanden gekoloniseerd werden. Met de Dum diversas uit 1452 en de Romanus Pontifex uit 1454 gaf paus Nicolaas V toestemming om niet-christenen tot slaaf te maken als missionaire activiteit. Slavernij werd religieus verdedigd, maar dat lag ingewikkelder bij bekeerde Afrikaanse slaven. Zo verschoof deze rechtvaardiging van een religieus naar een racistisch argument en droeg het christendom bij aan een vroege vorm van racisme.

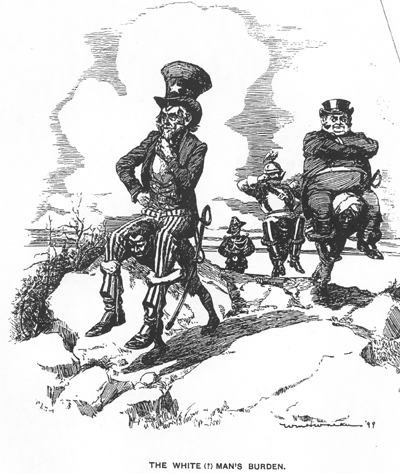
The White (?) Man's Burden, Life, 16 maart 1899
Satirische prent die aan de kaak stelde in hoeverre de The White Man's Burden werkelijk een goed doel was

Met de Verlichting en de opkomst van de wetenschappelijke methode verschoof de rechtvaardiging richting de argumenten dat er welvaart gebracht zou worden. Deze argumenten gingen uit van een Europese superioriteit die gaandeweg een steeds racistischer karakter kregen. Tegen het einde van de 19e eeuw kwamen er allerlei theorieën op die de superioriteit van het blanke ras en van de eigen natie benadrukten. De kern van deze theorieën lag bij het sociaal darwinisme met zijn survival of the fittest, de best aangepasten overleven. Velen gingen op zoek naar superieure en inferieure rassen en volkeren, naties in opkomst en naties in verval. De meeste Europeanen kwamen tot hun conclusie dat hun eigen volk en blanke ras superieur waren en rechtvaardigden zo het nationalistisch imperialisme.
Zo groeide zelfs bij progressieven als Nicolas de Condorcet het idee dat de gekoloniseerde landen baat zouden hebben bij een mission civilisatrice of beschavingsmissie. Zo ging kolonisatie sterk meer gepaard met christelijke missie. In Nederland kwam deze houding terug in de ethische politiek in Nederlands-Indië, terwijl het gedicht The White Man's Burden uit 1899 van Rudyard Kipling een rechtvaardiging werd voor de Verenigde Staten om de Filipijnen te veroveren. De implicatie dat het de moederlanden niet ging om het eigenbelang en het idee van blanke superioriteit, maar dat het vanuit onbaatzuchtigheid werd gedaan, werd al in die tijd zelf bekritiseerd, zoals door Mark Twain met To the Person Sitting in Darkness uit 1901.
Hannah Arendt noemde racisme het belangrijkste wapen van het imperialisme. Volgens Michael Adas verschilden de meningen hierover echter veel meer dan deze uitspraak lijkt te suggereren:
Contrary to the impression given in much of the recent literature on nineteenth-century European colonization, in which there is a tendency to reduce European interaction with Africans and Asians to stereotypes of racist exclusivism and condescension, European responses to racial thinking varied widely in this era.

## Gevolgen van het moderne imperialisme

### Gevolgen in Europa
- Economisch: Economisch gezien waren de nieuw verworven koloniën erg winstgevend voor Europa en betekenden ook een uitbreiding van de Europese economie op wereldniveau. Doordat er nieuwe grondstoffen en nieuwe markten beschikbaar kwamen, heeft dit het economische leven sterk gestimuleerd.
- Psychologisch: Psychologisch gezien betekende het modern imperialisme dat de superioriteitsgevoelens en het zelfvertrouwen van de Europeanen sterk werden gestimuleerd.
- Politiek: Het imperialisme vergrootte de spanningen in Europa. Het machtsevenwicht in Europa veranderde. De rusteloosheid van de Duitse politiek, veroorzaakt door het idee te zijn achtergebleven in de race om koloniën, heeft een destabiliserend effect op de internationale relaties gehad.

### Gevolgen voor de kolonies
- De economie van de koloniën werd afhankelijk van Europa.
- De Europeanen schakelden bepaalde bevolkingsgroepen in bij het bestuur of leger. Dit bevoordelen gaf veel onrust en sommige groepen voelden zich benadeeld.
- Een politiek gevolg was dat het eigen bestuur verdween.

#### Gevolgen op korte termijn
De Europese penetratie in de gekoloniseerde gebieden heeft de daar aanwezige traditionele economie, politieke structuren en de inheemse cultuur ernstig aangetast. Traditionele economieën waren in de eerste plaats gericht op autarkie (zelfvoorziening), productie voor de markt betekende in veel gevallen uitputting van de grond wat vaak weer hongersnoden veroorzaakte.
Het politieke gezag van de traditionele leiders werd aangetast door de komst van de Europeanen, zij konden de dorpsgemeenschappen niet beschermen tegen gedwongen arbeid en belastingen. Bovendien bleken veel leiders zich bij samenwerking met de Europeanen persoonlijk aanzienlijk te verrijken, waardoor er vaak weer een opkomst van verzet tegen de traditionele leiders kwam.
Aan de andere kant bouwden de Europeanen ook veel op, infrastructuur, introductie van de moderne kapitalistische economie, dit waren vaak voorbeelden voor een kolonie. Bovendien zetten de Europeanen een over het algemeen redelijk functionerend bestuursapparaat op dat gedurende de kolonisatieperiode interne rust garandeerde.
Europeanen creëerden een nieuwe elite, zij gaven de jonge autochtone intellectuelen een Europese opleiding met als doel met deze toekomstige elite samen te werken bij het besturen en het ontwikkelen van de koloniën. Ze introduceerden Europese ideeën aan deze nieuwe elite: liberalisme, socialisme en ook nationalisme.

#### Gevolgen op lange termijn
De koloniale economie werd verbonden met de wereldeconomie waardoor ze afhankelijk werden van dezelfde crises die Europa troffen. Zij waren daar meestal nog veel gevoeliger voor omdat de Europeanen veel monoculturen hadden geïntroduceerd, waarbij de hele kolonie afhankelijk was van het lot van een of twee producten.
Het opzetten van het koloniale bestuurssysteem dat na de dekolonisatie werd overgenomen, leidde tot grote politieke problemen. Het bleek bijzonder moeilijk een overkoepelend nationaal bewustzijn te creëren. De stammentegenstellingen bleven het voornaamste politieke probleem dat burgeroorlogen onvermijdelijk maakte. Daarnaast was er een groot verschil tussen de Europese staat en de koloniale staat. Europa was democratisch en de koloniale besturen sterk autoritair en bureaucratisch dat noch verkiezingen noch serieuze oppositie toeliet.
Er kwam een nationalistisch verzet op tegen de Europeanen. Dit verzet werd gedragen door de nieuwe elite die de Europeanen zelf gecreëerd hadden. Het contact met de Europese cultuur betekende een geweldige cultuurschok voor de jonge autochtone intellectuelen. Ze leerden hun eigen samenleving met Europese ogen te zien. Eerst wilden ze de Europese cultuur omhelzen en graag samenwerken. Nu ze hun samenleving met Europese ogen zagen, vonden ze haar achterlijk en wilden haar hervormen met hulp van Europa, maar ze bemerkten al snel dat ze ondanks hun Europese opleiding door de Europeanen geminacht en gediscrimineerd werden. De nieuwe elite zou zich nu ontwikkelen tot grote bron van onrust, van waaruit de nationalistische beweging ontstond.

## Imperialisme in Nederlands-Indië
Tijdens het cultuurstelsel (1830-1860/70) bemoeide de Indische overheid zich, om het 'batig slot' zeker te stellen, met de productie op Java, maar hield het zich, om onnodige kosten te vermijden, zo veel mogelijk afzijdig van expansie in de Buitengewesten. Dit waren de hoogtijdagen van de 'onthoudingspolitiek'. Nederlands-Indië was in die tijd een oningevuld imperium. De buitengrenzen waren bij traktaat getrokken, daarbinnen was nog veel niet ingekleurd.
Na 1870 trok de koloniale overheid zich geleidelijk terug uit haar bemoeienis met de productie en werd Indië opengesteld voor particulier kapitaal. Het bestuur kon zich vanaf dat moment toeleggen op een nieuwe taak, het scheppen van voorwaarden voor de ontwikkeling van land en volk in het algemeen en het westerse bedrijfsleven in het bijzonder. Hierdoor werd het koloniale bestuur omvangrijker, rechtstreekser en ingrijpender. Naast ambtenaren van het Binnenlands Bestuur kwamen er, onder invloed van de 'ethische richting', die er onder andere op gericht was de welvaart van de Indonesiërs te bevorderen, steeds meer gespecialiseerde diensten. Voor onderwijs, landbouw, veeteelt, gezondheidszorg, volkskredietwezen en verbetering van de infrastructuur werden steeds grotere bedragen uitgetrokken.
Dat vergde een modernisering van zowel het westerse als het inheemse bestuur in al zijn facetten, als ook van leger, politie, belastingen, staatsinrichting en het recht. Dit proces viel samen met de periode van het moderne imperialisme, waarin de westerse koloniale machten onderling de wereld verdeelden. De Buitengewesten van Nederlands-Indië waren in de tijd van de onthoudingspolitiek erg verwaarloosd. Grote gebieden waren onbestuurde terra incognita. Die witte vlekken op de landkaart konden nieuwkomers in de wedloop om koloniën, de Verenigde Staten, Italië, Duitsland en Japan, gemakkelijk op slechte gedachten brengen. Het was nu de taak van de Indische regering deze gebieden veilig te stellen.
Daarnaast dienden de Buitengewesten te worden opengelegd voor het westerse kapitaal en moest het inheemse productievermogen worden ingeschakeld in het wereldverkeer. Fiscaal waren de Buitengewesten ook aantrekkelijk. Van de belastingen die daar geheven konden worden zou, voor een deel, de uitbreiding van de bestuurstaken kunnen worden bekostigd.
Om dit alles te kunnen bereiken moest het gouvernement wel daadwerkelijk gezag over alle delen van de Indische archipel hebben. Campo omschreef het koloniale staatsvormingsproces dan ook als volgt:
het vestigen en versterken van feitelijke soevereiniteit en daadwerkelijk bestuur over een duidelijk omgrensd grondgebied door een uitheemse mogendheid;
het streven naar uiteindelijke verzelfstandiging, maar zeker voorlopig met behoud van een staatkundige band met het moederland;
het streven op lange termijn naar een grotere mate van juridische en politieke gelijkheid, zonder nochtans de bestaande voorrechten van de uitheemse bovenlagen de feitelijke maatschappelijke tweedeling op afzienbare termijn aan te willen tasten.
Het Nederlands imperialisme was dus een middel om de koloniale staat te bereiken. De ethische politiek kan volgens à Campo gezien worden als de ideologische uitdrukking van deze koloniale staatsvorming. De uitbreiding van het gezag en de staatsvorming kunnen dus niet los van elkaar worden gezien.
Overigens is dit een voor die tijd typische rationale, gebruikt door Europese landen om veroveringsdrang en uitbuiting te rechtvaardigen. Het staat in schril contrast met de daadwerkelijk gevoerde economische en militaire politiek tussen 1870 en 1949, die eerst en vooral de belangen van Nederland diende.